# 勝井祐輔
勝井 祐輔（かつい ゆうすけ、1924年12月21日 - 2006年4月11日）は、日本の実業家。新潟県出身。
日本大学理工学部建築学科卒。家業の井桁勝井組を手伝い、1950年に勝井組土建株式会社の設立に参画。同社で常務取締役に就任。岩見沢市中心に公共事業・民間工事を施工。1971年に勝井組土建代表取締役社長に就任。この後、1979年岩見沢建設協会会長（～1991年）。1991年岩見沢商工会議所会頭（～1997年）。この他、岩見沢ライオンズクラブ会長や空知信用金庫外部理事などを歴任し、「岩見沢経済界のドン」と呼ばれた。1999年には完成工事高が21億円を超える。2000年に同社の終身会長に就任。社長職を弟の勝井清に譲るも、まもなく体調を崩し、社長職を退いたので、勝井祐輔の差配で、勝井裕幸が後継社長に指名された。
家族は、祖父に勝井寅吉、父に、勝井清一郎、弟に勝井清、子息に勝井裕幸、大叔父に勝井勝太郎、曽祖父に勝井森太郎がいる。

## 受賞歴
勲五等瑞宝章（1999年）